# SOAPdenovo
 (novembre 2013).
SOAPdenovo est un logiciel d'assemblage de novo de courtes séquences d'ADN produites par un séquenceur de gènes .  Cet outil fait partie de la suite logicielle SOAP (Short Oligonucleotide Analysis Package).

## Historique
SOAPdenovo a été développé en 2009 par l'Institut de génomique de Pékin.  Ce logiciel a été utilisé pour la première fois dans un projet visant à assembler de novo la séquence du génome humain, et ce, de manière rapide et économique.  Le même logiciel fut utilisé un an plus tard pour assembler, de la même façon, le génome du panda géant.